# Наурзумски район
Наурзумски район (на казахски: Наурызым ауданы) е съставна част на Костанайска област, Казахстан. Административен център е град Докучаевка. Обща площ 15 200 км2 и население 10 353 души (по приблизителна оценка към 1 януари 2020 г.).